# Leon Epp
Leon Epp (eigentlich Julius Karl Leonhard Epp; * 29. Mai 1905 in Wien; † 21. Dezember 1968 in Eisenstadt) war ein österreichischer Regisseur, Theaterdirektor und Schauspieler.

## Leben und Werk

### Das Theater „Die Insel“
Nach der Tätigkeit als Schauspieler in Teplitz-Schönau und an deutschen Bühnen, gründete Epp 1937 das Theater Die Insel am Parkring 6 in Wien, in einem Saal des Palais Eugen, das am 20. September 1937 mit Paul Claudels Der Bürger eröffnete. Epp spielte Autoren wie Aristophanes (Plutos, Der Friede), Goldoni und sogar Pergolesi (Der Musikmeister). Am 12. März 1938 wurde das Theater von der SS besetzt und im Juni 1938 endgültig geschlossen.
Danach führte Epp gelegentlich Regie am Deutschen Volkstheater (Intendant: Walter Bruno Iltz), an dem er 1938 auch als Christopherl in Johann Nestroys Einen Jux will er sich machen auftrat. 1939 bis 1941 war Epp gemeinsam mit Rudolf Haybach Leiter der Kömodie in der Johannesgasse 4 (dem späteren Metro-Kino). Zum Ensemble gehörten Elisabeth Epp, Helmut Janatsch, Hans Brand und der junge Josef Meinrad. Bis zum März 1940 brachte das Theater zehn Uraufführungen heraus, spielte insgesamt 241 Vorstellungen und zehn Gastspiele. Die Komödie brachte im Februar 1940 mit der Erstaufführung von Heinrich Zerkaulens Der Reiter in Epps Regie, der auch selbst die Rolle des Rudolf II. spielte, „einen der interessantesten und eindrucksvollsten Theaterabende der Spielzeit“ (Weltbild), 1941 debütierte hier der junge Oskar Werner in Franz Grillparzers Das goldene Vlies. 1941 wurde die Komödie nach finanziellen Problemen als zweites KdF-Theater an das Deutsche Volkstheater angegliedert, Eigentümer wurde die Deutsche Arbeitsfront. Epp war bis 1944 auch Oberspielleiter in Bochum und Graz.
Nach Kriegsende wollte Epp sein früheres Konzept aus der Johannesgasse wieder aufleben lassen. Stadtrat Viktor Matejka erteilte Epp die Konzession, das Theater, von Epp in Die Insel in der Komödie umbenannt, eröffnete am 18. Oktober 1945 mit Onkel Wanja von Anton Tschechow. Der Fassungsraum betrug 453 Plätze. Epps Frau Elisabeth Epp schrieb dazu:
„Das Theater 'Die Insel' in der Komödie soll geführt werden als eine auf die Bedürfnisse einer Weltstadt abgestimmten Bühne, die sich eindeutig in den Dienst der Dichtung stellt und jede Dramen der Weltliteratur zur Aufführung bringt, die aus Etatgründen an anderen Wiener Bühnen nicht zur Aufführung gelangen können, und dem besonders die Pflege des modernen psychologischen und Problemdramas nahe liegt. Als eine Experimentierbühne für Werke der modernen dramatischen Literatur.“
Um den anspruchsvollen Spielplan zu finanzieren, pachtete Epp 1948 das Renaissancetheater Wien in der Neubaugasse als zusätzliche Spielstätte für leichte Kost. Die erwarteten Einnahmen blieben jedoch aus, und Epp musste das Renaissance-Theater bereits 1949 an Paul Löwinger abgeben.
Epp inszenierte dann als freier Regisseur am Burgtheater, das nach dem Krieg das ehemalige Variete Ronacher als Ausweichquartier benutzte („Traube in der Kelter“ von Richard Billinger, 1951) und im Theater in der Josefstadt (Christinas Heimreise von Hugo von Hofmannsthal, 1951).

### Direktion des Wiener Volkstheaters 1952–1968
1952 bis 1968 war Epp Direktor des Wiener Volkstheaters. Seine Direktion war geprägt von Stücken von Gegenwartsdramatikern wie Albert Camus, Friedrich Dürrenmatt, Sean O’Casey, Jean Cocteau, Thornton Wilder, Tennessee Williams, William Faulkner, Jean Anouilh,  John Osborne, Heinar Kipphardt und großen Klassikerinszenierungen sowie der Pflege österreichischer Literatur. Sein Leitspruch wurde: „Es muss gewagt werden.“
Manche der österreichischen Erstaufführungen sorgten für großes Aufsehen, so etwa die Inszenierung von Jean-Paul Sartres Die schmutzigen Hände (1954/55), die der Autor selbst mit einer Reise nach Wien zu verhindern suchte, weil es seiner Meinung nach durch die Zeitläufe überholt war. In der Spielzeit 1962/63 wagte sich das Volkstheater mit Mutter Courage und ihre Kinder an ein Stück von Bertolt Brecht, nachdem der weltweit gefeierte Bühnenautor über viele Jahre hinweg in Österreich vor dem Hintergrund des Kalten Krieges unter Federführung von Hans Weigel und Friedrich Torberg im sogenannten „Brecht-Boykott“ boykottiert worden war. Die Presse sprach von der „Blockadebrecher“-Premiere am 23. Februar 1963 mit Dorothea Neff und unter der Regie von Gustav Manker, der in der Folge auch Der kaukasische Kreidekreis inszenierte.
In der nächsten Spielzeit sorgte Der Stellvertreter von Rolf Hochhuth in österreichischer Erstaufführung sogar für Handgreiflichkeiten im Parkett. Der Theaterdirektor Epp soll die Premiere unterbrochen haben, und selbst auf die Bühne gestiegen sein. 1961 gab es für Jean Genets Der Balkon den ersten Preis beim Festival Theatre des Nations in Paris, 1963 spielte man erstmals Genets Die Wände, beide Male in der Ausstattung des Malers Hubert Aratym. Ein Wedekind-Zyklus gehörte ebenso zum Programm wie Klassiker von Shakespeare bis Goethe und Schiller.

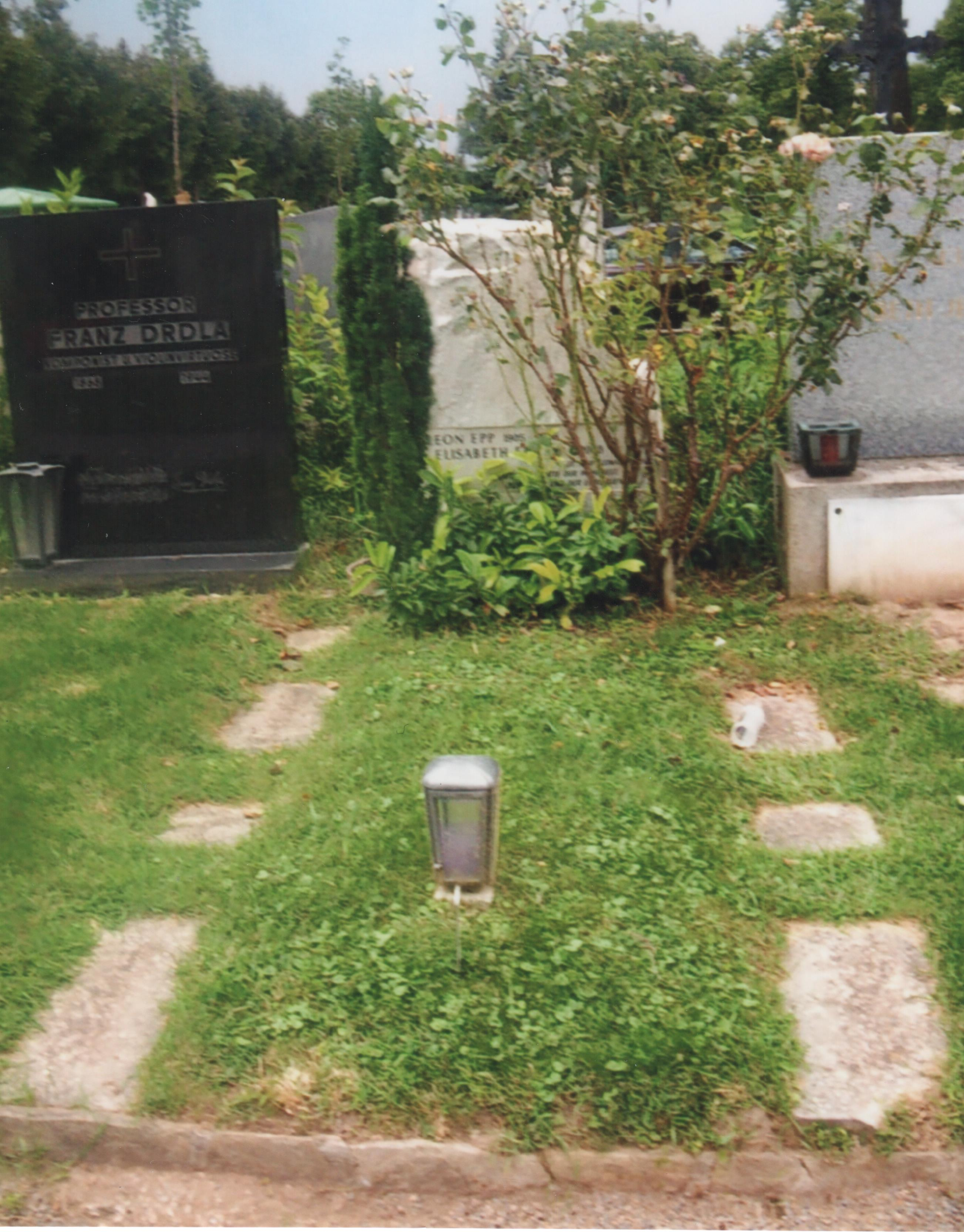
Grabstätte von Leon Epp

Besondere Pflege ließ Epp den österreichischen Volksstücken von Ludwig Anzengruber, Johann Nestroy und Ferdinand Raimund angedeihen, für die er mit Karl Skraup, Hans Putz, Hugo Gottschlich, Fritz Muliar, Walter Kohut, Kurt Sowinetz und Hilde Sochor ein erstklassiges Ensemble hatte und die allesamt von Gustav Manker inszeniert wurden, der neben Epp der entscheidende Regisseur des Hauses, Chefbühnenbildner und die ideale Ergänzung zu Epp war. Besonders Schillers Die Räuber (1959) waren auf einer zweigeteilten Simultanbühne in Regie und Bühnenbild von Manker bahnbrechend. Auch die österreichische Moderne von Arthur Schnitzler bis Ödön von Horváth, Ferdinand Bruckner und Ferenc Molnár und die Uraufführung von Helmut Qualtingers Die Hinrichtung (1965) lagen in Mankers Händen.
Junge Entdeckungen waren Nicole Heesters als Gigi (1953), Elisabeth Orth (1958) und Elfriede Irrall, die 1961 als Lulu triumphierte. Seltene Gastauftritte boten Käthe Dorsch als Elisabeth von England, Marianne Hoppe in Strindbergs Traumspiel und Hilde Krahl als Lady Macbeth und Libussa.
Epp begründete 1954 gemeinsam mit der Kammer für Arbeiter und Angestellte die Spielreihe „Volkstheater in den Außenbezirken“, im Zuge derer Produktionen des Volkstheaters durch die Bezirke Wiens tourten, um „Kultur ins Volk“ zu bringen. Nach dem Tod von Leon Epp 1968 durch einen Autounfall übernahm Gustav Manker dessen Geschäfte und wurde sein Nachfolger.

## Privates
Leon Epp war seit 1936 mit der Schauspielerin Elisabeth Epp verheiratet und hatte mit ihr drei Söhne namens Michael (1939–1999), Nikolaus (* 1945) und Benjamin (* 1953). Er ist auf dem Wiener Zentralfriedhof in einem ehrenhalber gewidmeten Grab (Gruppe 40, Nummer 21) an der Seite seiner Frau begraben.
Epp war ab 1949 Mitglied der Freimaurerloge Lessing zu den 3 Ringen.

## Filmografie
- 1926: Das deutsche Mutterherz
- 1928: Betrogene Unschuld

## Auszeichnungen
- 1962: Kainz-Medaille
- 1969: Karl-Skraup-Preis für die beste Regie am Wiener Volkstheater
- 2008: Bei einer Feierstunde anlässlich des 40. Todestags wurde im Weissen Salon des Volkstheaters ein neues Porträt in Öl des Malers Peter Sengl der Öffentlichkeit präsentiert.[5]